# Могутній Макгурк
Могутній Макгурк (англ. The Mighty McGurk) — американська драма режисера Джона Вотерса 1947 року.

## Сюжет
Колишній боксер-чемпіон, а нині пияк, вирішує допомогти випадково зустрінутому сироті, і тим самим знаходить новий сенс у своєму нікчемному житті.

## У ролях
- Воллес Бірі — Рой «Слег» МакГурк
- Дін Стоквелл — япошка
- Едвард Арнольд — Майк Гленсон
- Елін МакМеон — Мамі Стіплі
- Кемерон Мітчелл — Джонні Бурдер
- Дороті Патрік — Кароліна Гленсон
- Обрі Метер — Мілбейн
- Морріс Анкрум — Фаулз
- Клінтон Сандберг — Флекстер